# سنگ‌چین

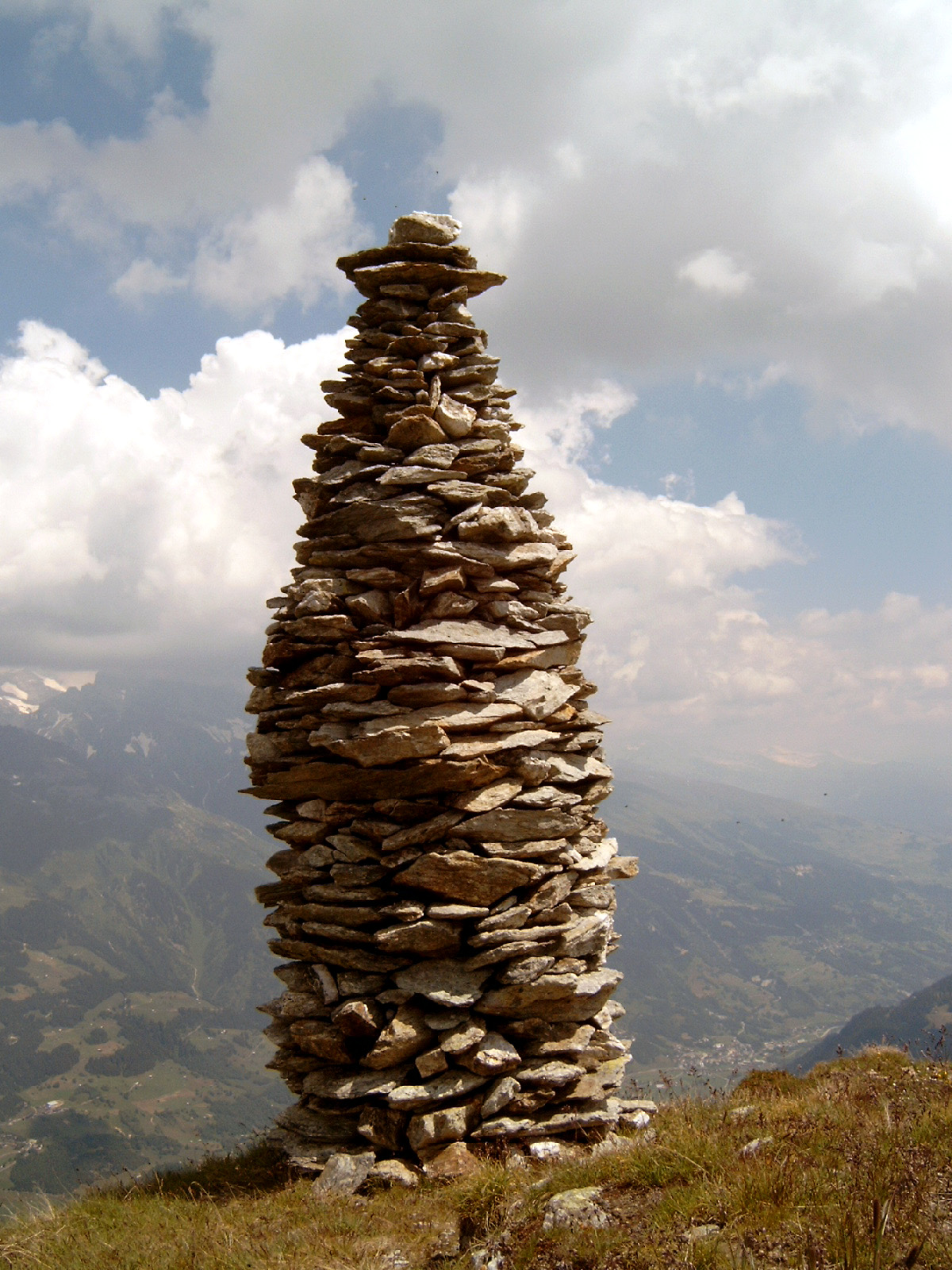
یک سنگ‌چین برای مشخص کردن قله کوه، گرابوئندن، سوئیس.

در باستان‌شناسی، به توده‌ای از سنگ‌های درشت که برای یادبود یا نشانه‌گذاری چیده می‌شده است سنگ‌چین می‌گویند. در قدیم سنگ‌چین‌ها در بسیاری موارد بر روی یک گور چیده می‌شده‌اند.
در کاربردهای غیر از باستان‌شناسی، واژه سنگ‌چین می‌تواند به دیواره‌های سنگی یا سنگفرش با سنگ‌های درشت هم اشاره داشته باشد.
سنگ‌چین‌های افراشته و باستانی در سراسر جهان یافت می‌شوند و بسیاری از آنها شکلی مخروطی دارند. در قدیم رهگذران راه‌های دورافتاده عادت داشتند بر روی گردنه‌ها و پیچ‌ها سنگ‌چین‌هایی برای شناسایی راه درست کنند و رهگذران بعدی به نوبه خود به مرور سنگ‌هایی را به این سنگچین‌ها می‌افزودند. این کار به‌ویژه در مناطق مه‌آلود مانند اسکاتلند و ولز رواج زیادی داشت.
در باستان‌شناسی، اگر مرزبندی با سنگ یا خاک، به شکل دایره و دور محوطه‌ای به قطر حداکثر ۲۰ متر انجام شده‌باشد به آن سنگ‌چین حلقه‌ای گفته می‌شود. محوطه‌ای متشکل از مجموعهٔ سنگ‌چین‌ها نیز محوطهٔ سنگ‌چین نام دارد.